# リーラノー半島

位置

リーラノー半島 (Leelanau Peninsula) はロウアー半島の東側、ミシガン湖沿岸にある半島。全域がアメリカ合衆国ミシガン州のリーラノー郡に属する。
半島西側にスリーピングベア砂丘国立湖岸 (Sleeping Bear Dunes National Lakeshore)、北の先端部にリーラノー州立公園とグランドトラバース灯台がある。半島の東はグランドトラバース湾、湾の奥、半島付け根付近にトラバースシティがある。半島の北西沖にはノースマニトゥー島とサウスマニトゥー島が浮かぶ。半島中央部にはリーラノー湖がある。
険しい地形と広い水域が内陸部より穏やかな気候をもたらしている。ミシガンワインの産地として知られるほか、リンゴやスミミザクラも栽培されている。